# Aristotelia molestella
Aristotelia molestella is een vlinder uit de familie van de tastermotten (Gelechiidae). De wetenschappelijke naam van de soort is, als Gelechia molestella, voor het eerst geldig gepubliceerd in 1873 door Zeller.